# تحليل دلالي (تعلم الآلة)
في التعلم الآلي، التحليل الدلالي للأصول النصية هو مهمة بناء الهياكل التي تقارب المفاهيم من مجموعة كبيرة من المستندات. بشكل عام لا يتضمن فهمًا دلاليًا مسبقًا للمستندات. يمكن للغة ما وراء اللغة المبنية على المنطق المسند أن تحلل كلام البشر. هناك إستراتيجية أخرى لفهم دلالات النص وهي التأريض بالرمز. إذا كانت اللغة متأصلة، فهذا يعادل التعرف على معنى يمكن قراءته آليًا. بالنسبة للمجال المحدود للتحليل المكاني، تم عرض نظام فهم اللغة القائم على الكمبيوتر. ص123
التحليل الدلالي الكامن (أحيانًا الفهرسة الدلالية الكامنة)، هو فئة من التقنيات حيث يتم تمثيل المستندات كمتجهات في مساحة المصطلح. ومن الأمثلة البارزة على ذلك PLSI.
يتضمن تخصيص Dirichlet الكامن إسناد مصطلحات المستند إلى الموضوعات.
تعمل نماذج n-grams ونماذج ماركوف المخفية من خلال تمثيل مصطلح الدفق كسلسلة ماركوف حيث يتم اشتقاق كل مصطلح من المصطلحات القليلة التي تسبقه.